# Tibberton (Worcestershire)
Tibberton – wieś w Anglii, w hrabstwie Worcestershire, w dystrykcie Wychavon. Leży 6 km na północny wschód od miasta Worcester i 160 km na północny zachód od Londynu. W 2001 miejscowość liczyła 482 mieszkańców.